# Mercedes-Benz S 65 AMG
Mercedes-Benz S 65 AMG — автомобілі, що виробляються компанією Mercedes-Benz з 2003 року. Виготовлявся у кузовах седан, купе і кабріолет. Існують такі покоління цієї моделі:
- Mercedes-Benz S (W220) (2003-2005);
- Mercedes-Benz S (W221) (2006-2009);
- Mercedes-Benz S (W221) (2009-2013);
- Mercedes-Benz S (C217) (2014-2017);
- Mercedes-Benz S (A217) (2015-2017);
- Mercedes-Benz S (W222) (2017-2020).

## Опис
Автомобіль, потужність якого 621 к.с., має 6.0-літровий V12 бі-турбований двигун, що розганяє S65 AMG до сотні за 4.2 с., працює в парі з 7-ступінчастою АКПП Speedshift Plus 7G-Tronic. Витрати палива 15.7 л/100км у змішаному циклі. Привід на задні колеса. Максимальна швидкість 250 км/год. 

## Огляд моделі

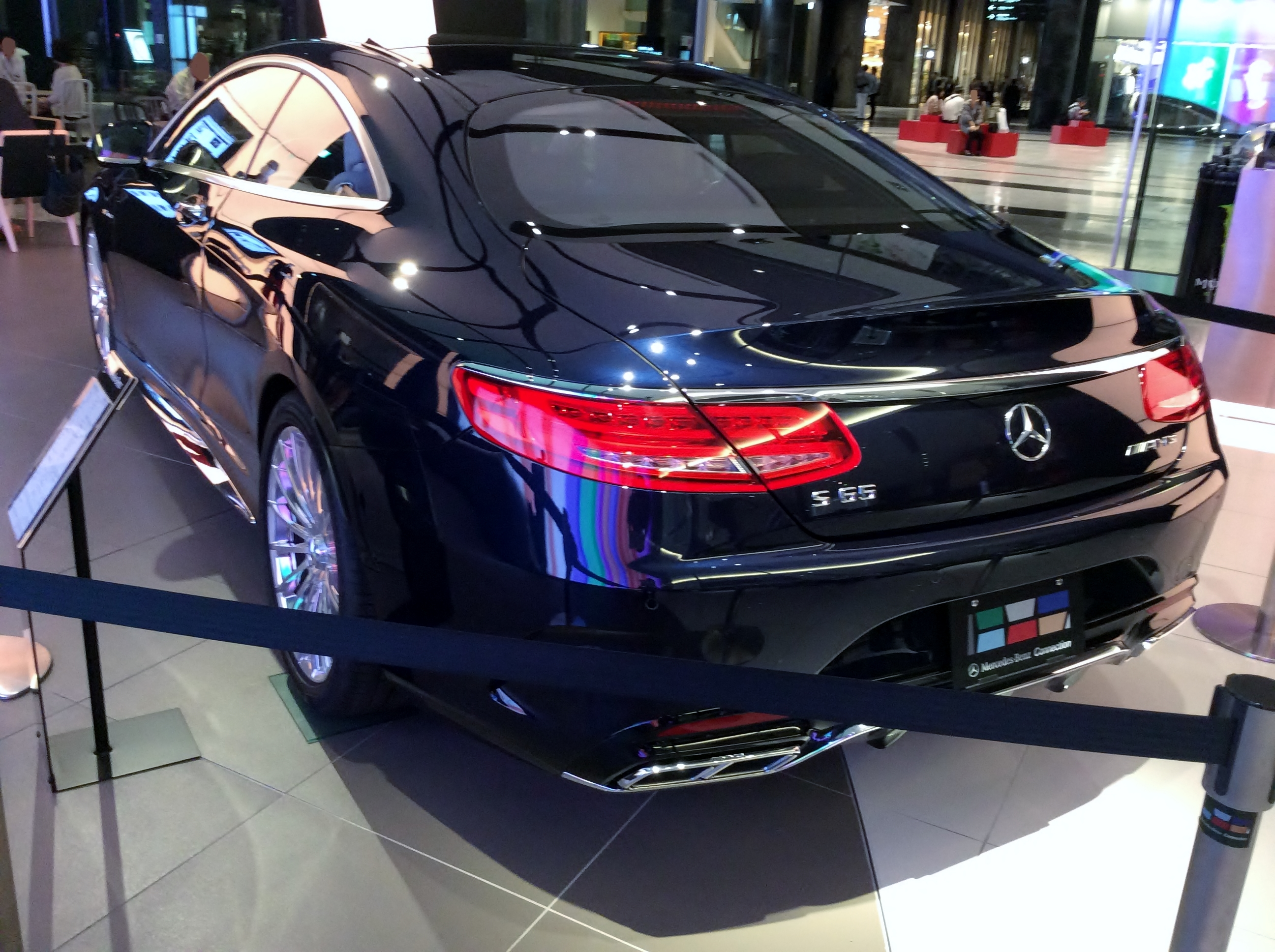
Mercedes-Benz S 65 AMG Coupé (C217) back
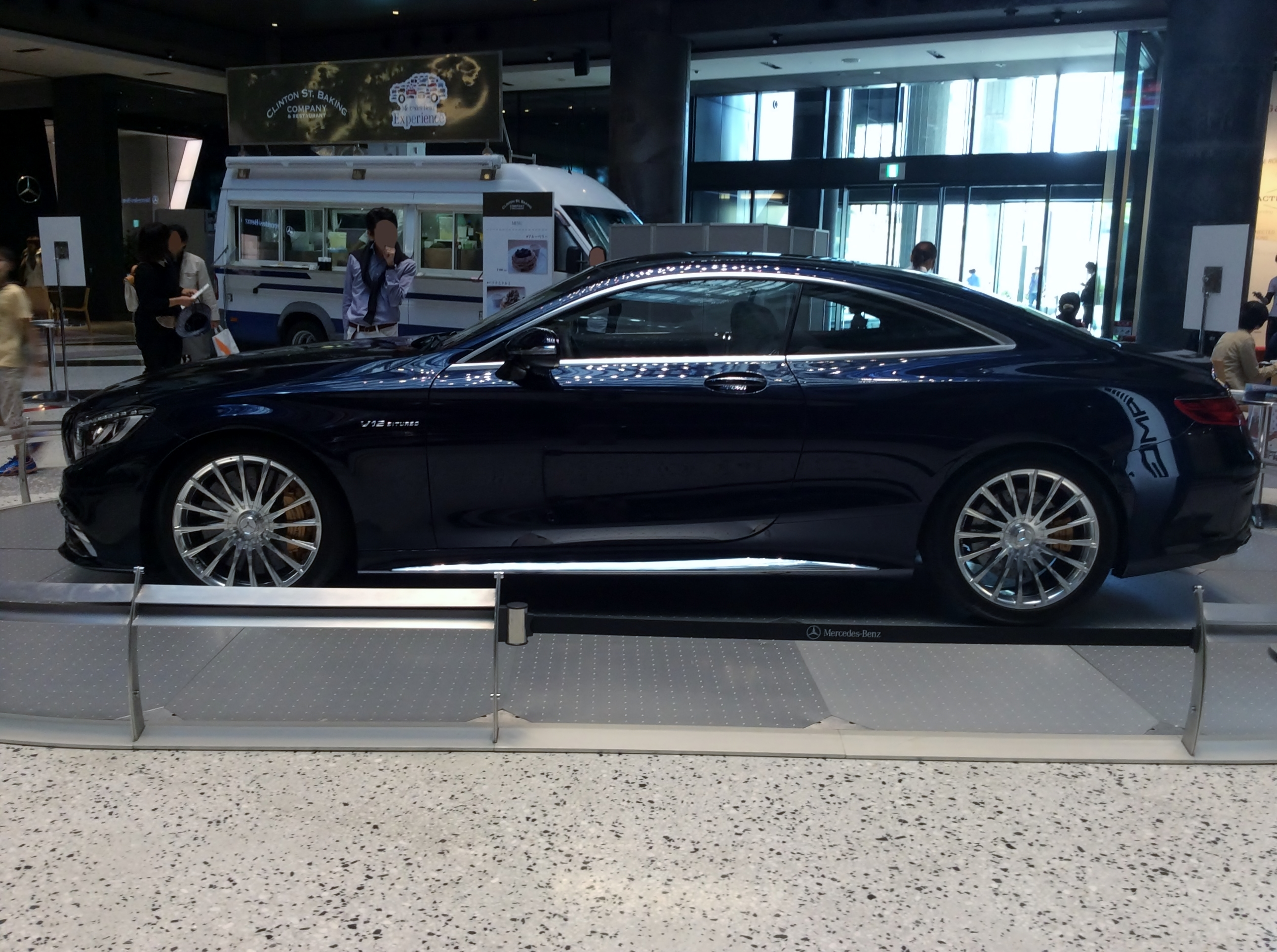
Mercedes-Benz S65 AMG Coupé (C217) left
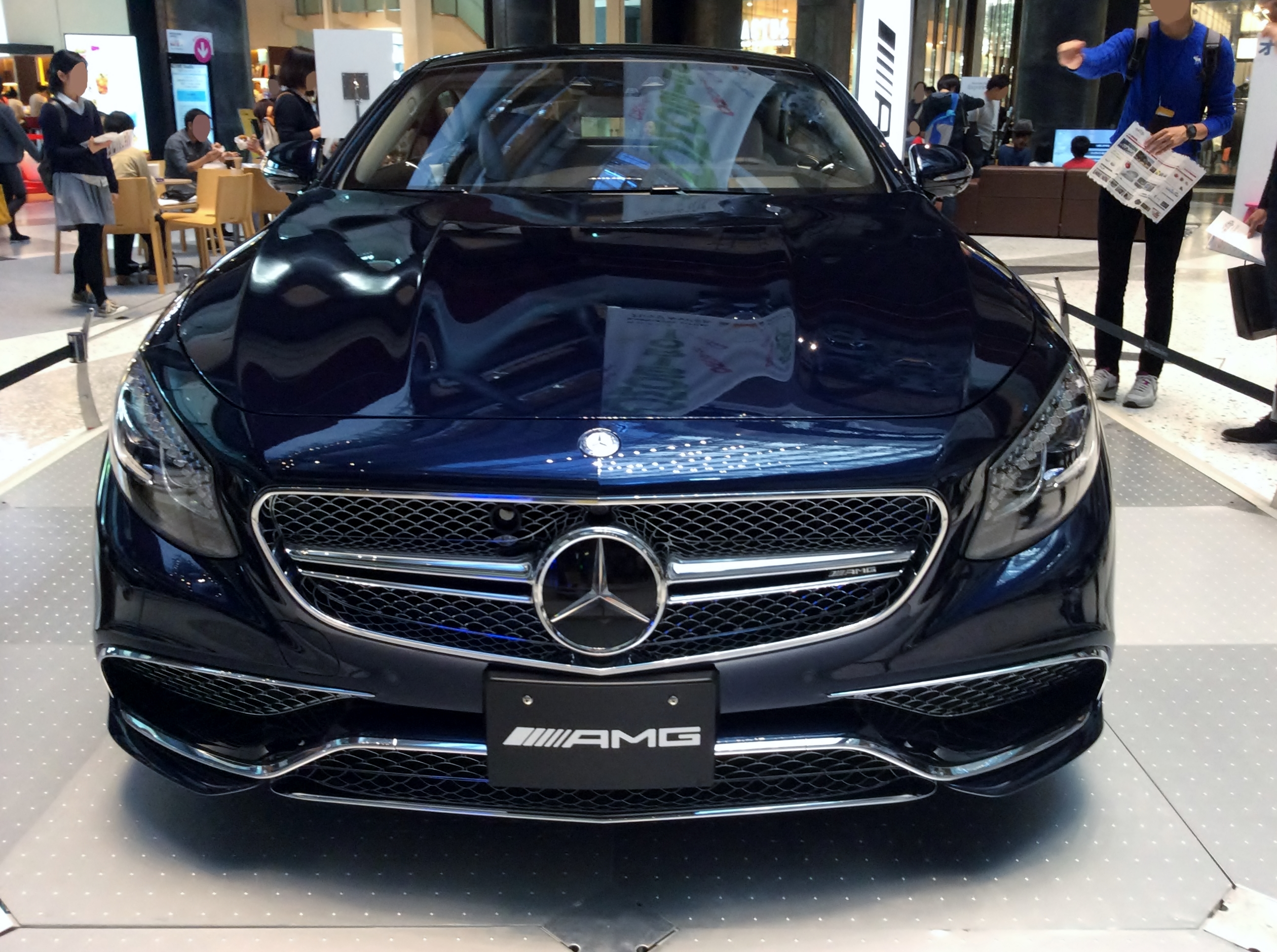
Mercedes-Benz S65 AMG Coupe (C217) front
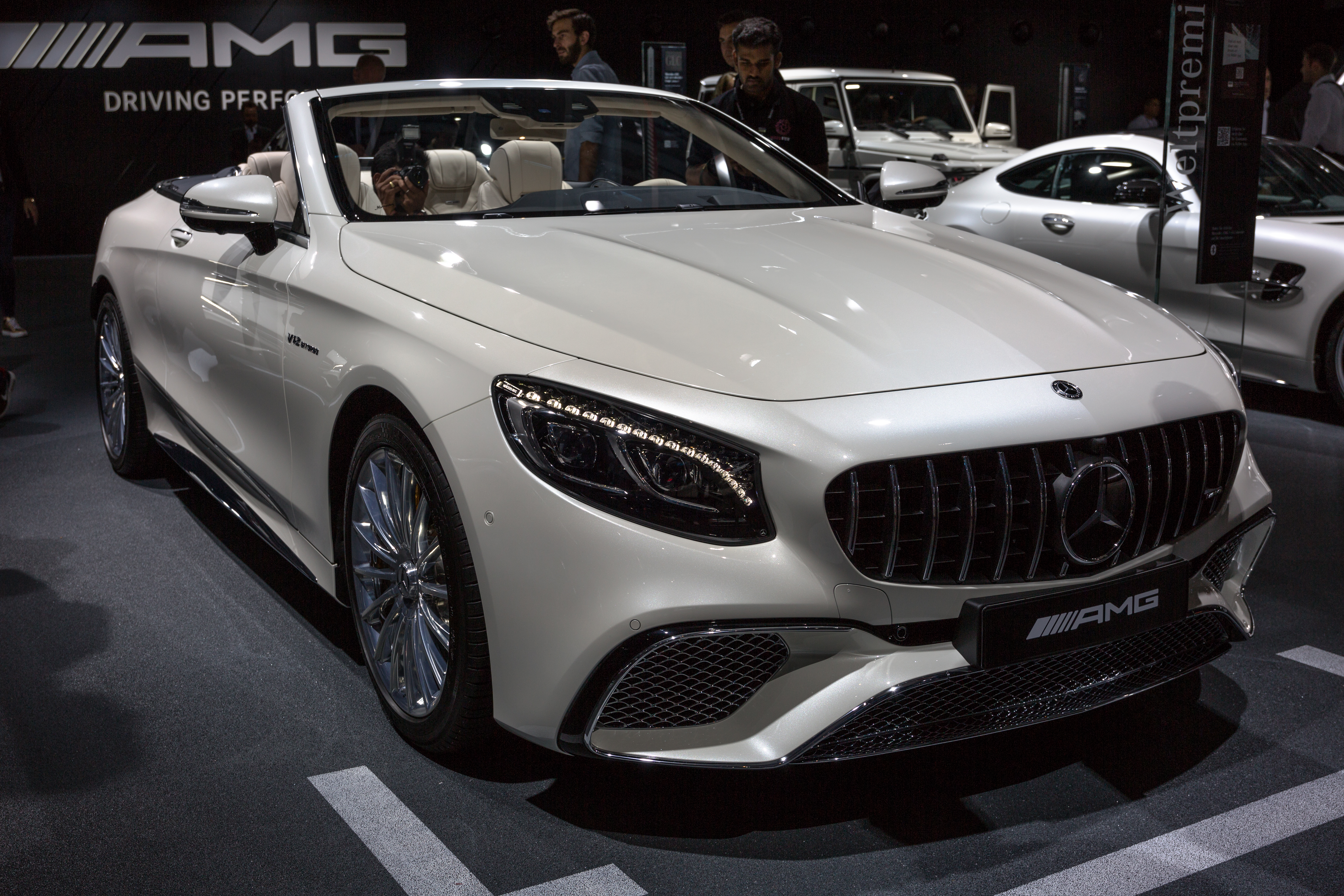
Mercedes-AMG S 65 IAA 2017